# Tecophilaea cyanocrocus
Tecophilaea cyanocrocus là một loài thực vật có hoa trong họ Tecophilaeaceae. Loài này được Leyb. miêu tả khoa học đầu tiên năm 1862.

## Hình ảnh

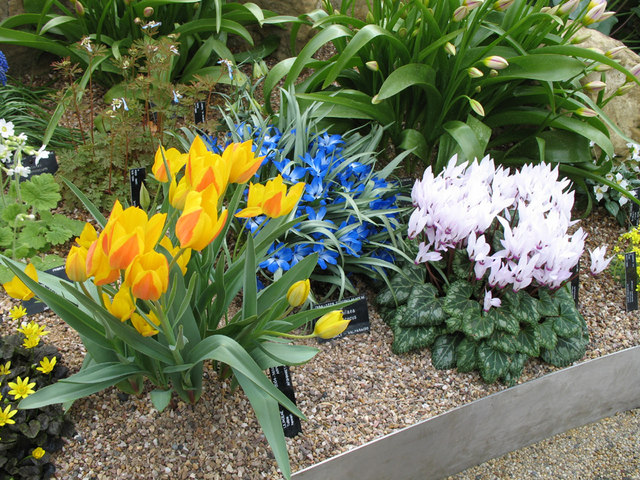
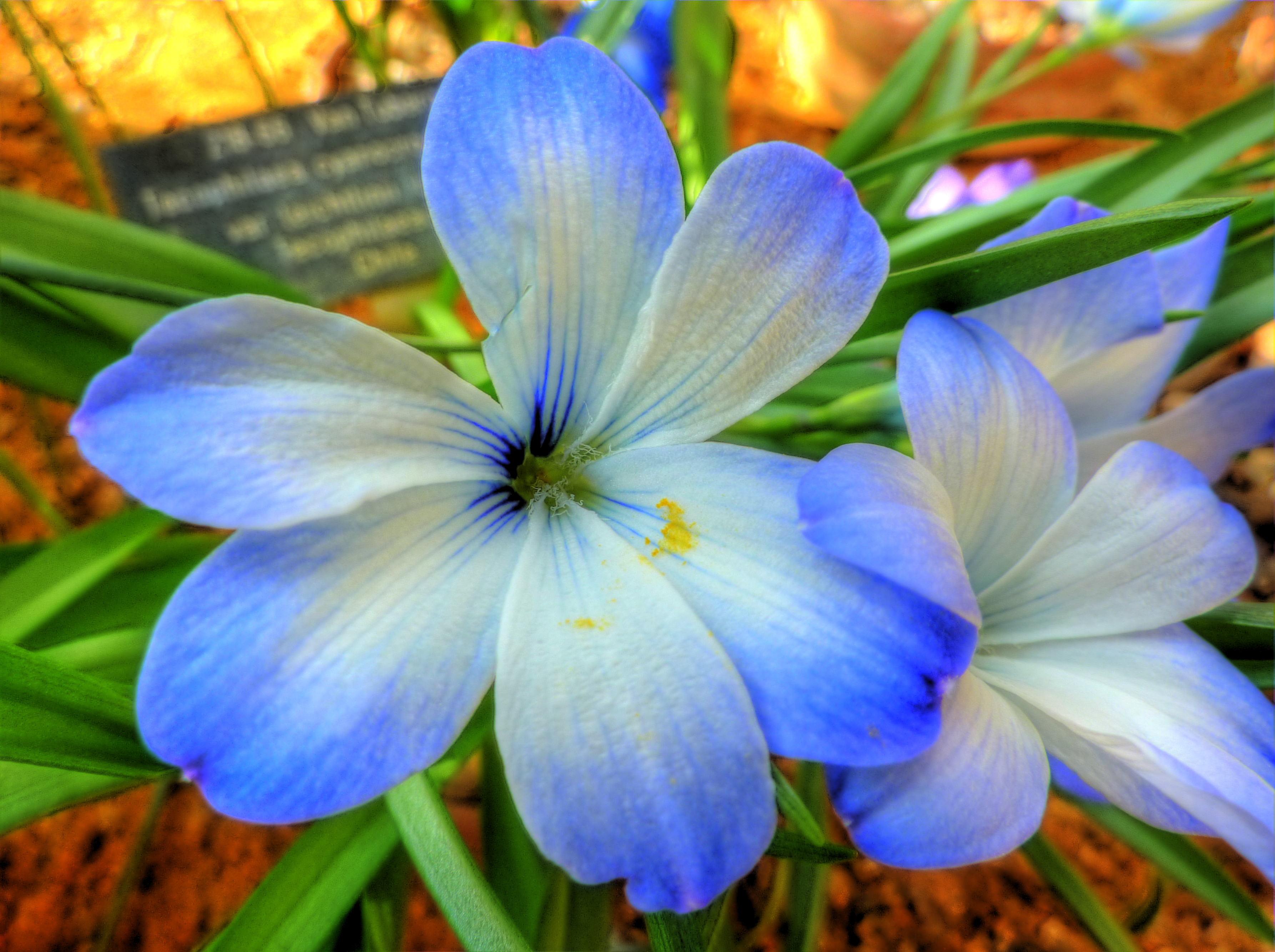
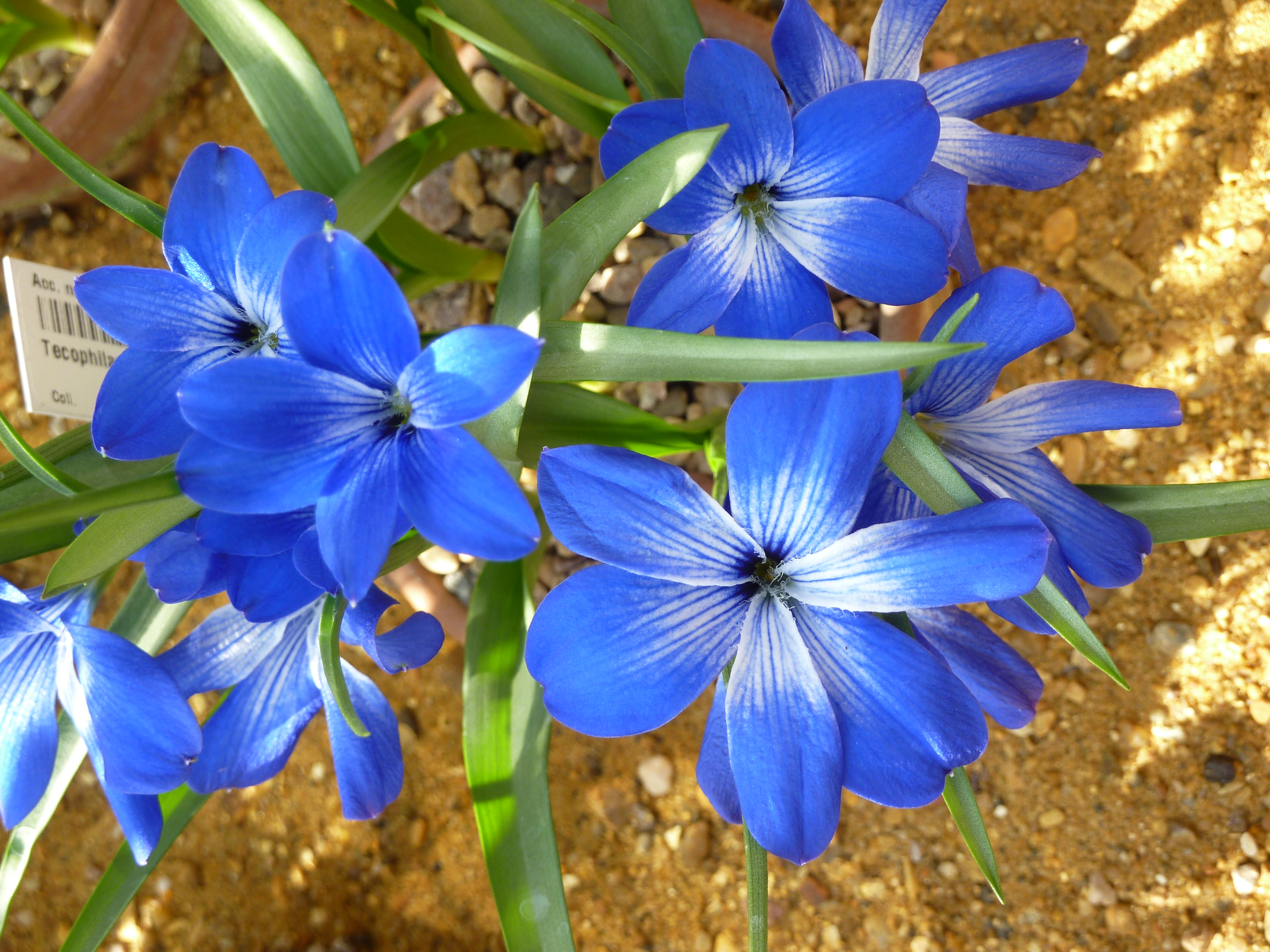
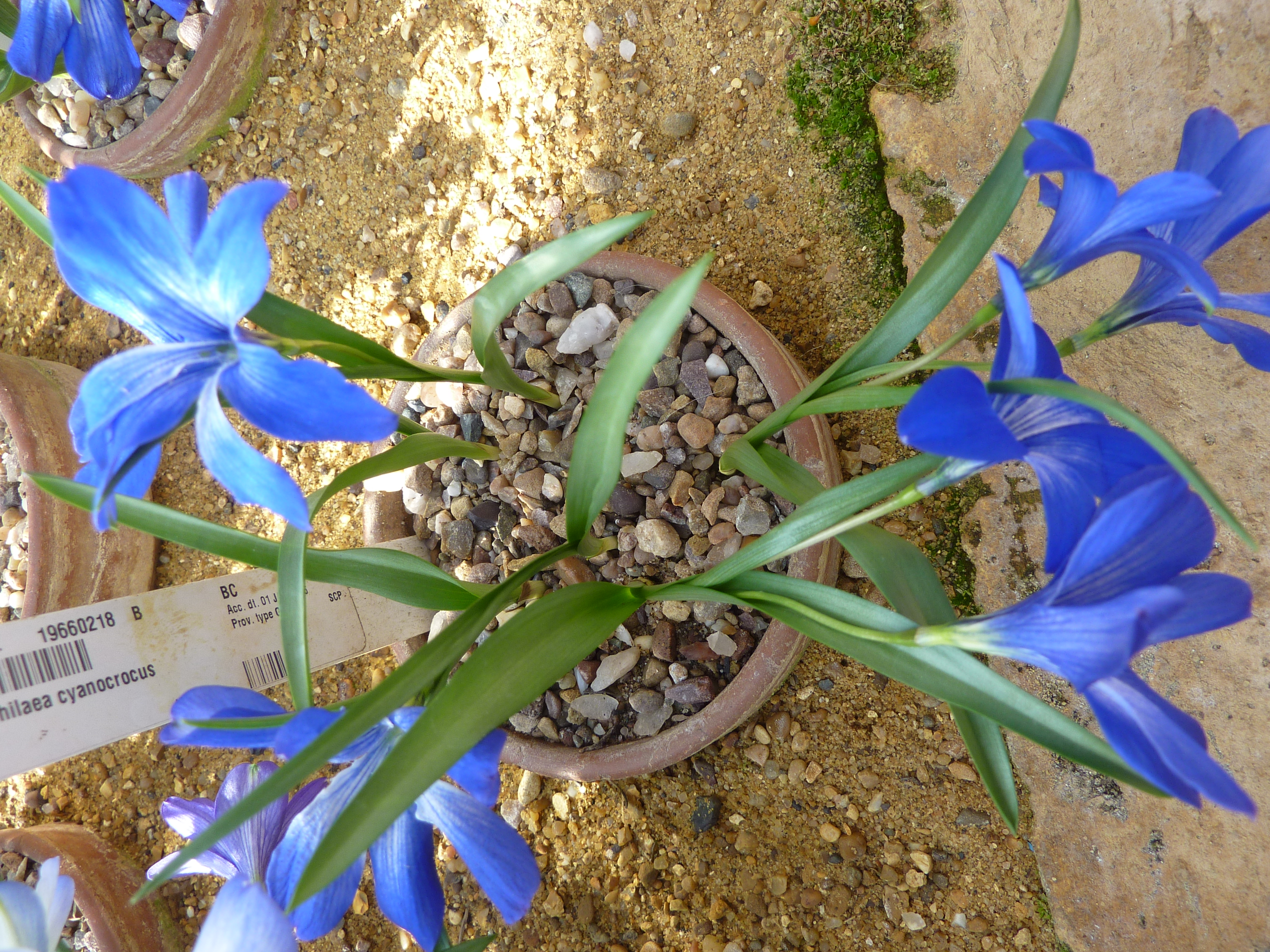